# Neoparacamallanus
Neoparacamallanus ist eine Gattung der Rollschwänze mit 14 Arten. Sie sind Parasiten bei Süßwasserfischen.

## Merkmale
Camallanus hat die Merkmale der Camallaninae. Die Mundkapsel hat paarige seitliche Klappen und ihr hinterer Abschnitt ist größer als ein Drittel der Gesamtlänge. Die Längsbänder bilden eine Gruppe, die entweder kontinuierlich oder diskontinuierlich sowie glatt oder perlenartig sind. Dreizähne (Tridentes) können vorhanden sein.

## Systematik
Hodda (2022) ordnet die Gattung in die Tribus Camallanini, Untertribus Camallaninii ein. Die Gattung enthält folgende Arten:
- Neoparacamallanus adamsi (Bashirullah, 1976)
- Neoparacamallanus bengalensis (Soota & Chaturvedi, 1971)
- Neoparacamallanus ceylonensis (Fernando & Furtado, 1963)
- Neoparacamallanus chabaudi Gupta & Masoodi, 1988
- Neoparacamallanus dhari Gupta & Masoodi, 1988
- Neoparacamallanus equispiculus (Sood, 1968)
- Neoparacamallanus furtadoi (Petter, 1978)
- Neoparacamallanus intestinalis (Bashirullah, 1974)
- Neoparacamallanus longitridentatus (Fernando & Furtado, 1963)
- Neoparacamallanus maculati (Ky, 1971)
- Neoparacamallanus magnus (Duggal & Kaur, 1988)
- Neoparacamallanus ophicephali (Pearse, 1933)
- Neoparacamallanus pearsi (Yeh, 1960)
- Neoparacamallanus sweeti (Moorthy, 1937)

Synonym der Gattung ist Dentocamallanus Moravec & Scholz, 1991.